# Météorite d'Hoba
La météorite d'Hoba, située sur la ferme d'Hoba West, près de Grootfontein, en Namibie, est la plus grande météorite connue (60 tonnes en un seul morceau) et le plus gros bloc naturel de fer connu à la surface de la Terre.

## Description
La météorite d'Hoba est un objet métallique de forme grossièrement parallélépipédique, mesurant 2,7 m de long sur autant de large et 0,9 m de haut. En 1920, sa masse était estimée à 66 tonnes. C'est la plus grande météorite connue. L'érosion, les prélèvements scientifiques et les vandalismes ont réduit cette masse au fil des ans : en 2009, sa masse est estimée à 60 tonnes.
La météorite est composée de 84 % de fer et de 16 % de nickel, avec des traces de cobalt ; une couche d'hydroxydes de fer est présente par endroits à sa surface. Cette météorite de fer est classifiée structurellement dans la classe des ataxites, et chimiquement dans le groupe IVB (en). Comme les autres météorites de fer, elle est issue de la rupture d'un corps céleste différencié, probablement situé dans la ceinture d'astéroïdes. 

## Historique

### Chute
On estime que la chute de la météorite a eu lieu il y a moins de 80 000 ans. On suppose que l'atmosphère a suffisamment ralenti l'objet pour qu'il atteigne la surface intact et sans former de cratère. Il est possible que la forme inhabituelle de la météorite, plate sur ses deux faces principales, lui ait permis de rebondir à la surface de l'atmosphère comme un galet ricoche sur l'eau.

### Découverte

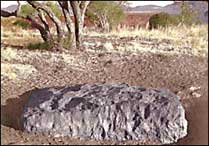
La météorite d'Hoba, encore partiellement enterrée.

La météorite n'a laissé aucun cratère et sa découverte est fortuite : le propriétaire du terrain, situé à l'ouest de Grootfontein dans ce qui est alors le Sud-Ouest africain, aurait rencontré l'objet en labourant l'un de ses champs, entendant un raclement métallique avant l'arrêt brutal de sa charrue.
L'objet est excavé peu après, identifié et décrit par le scientifique Jacobus Hermanus Brits. Il publie son rapport en 1920, visible au musée de Grootfontein.

### Histoire récente

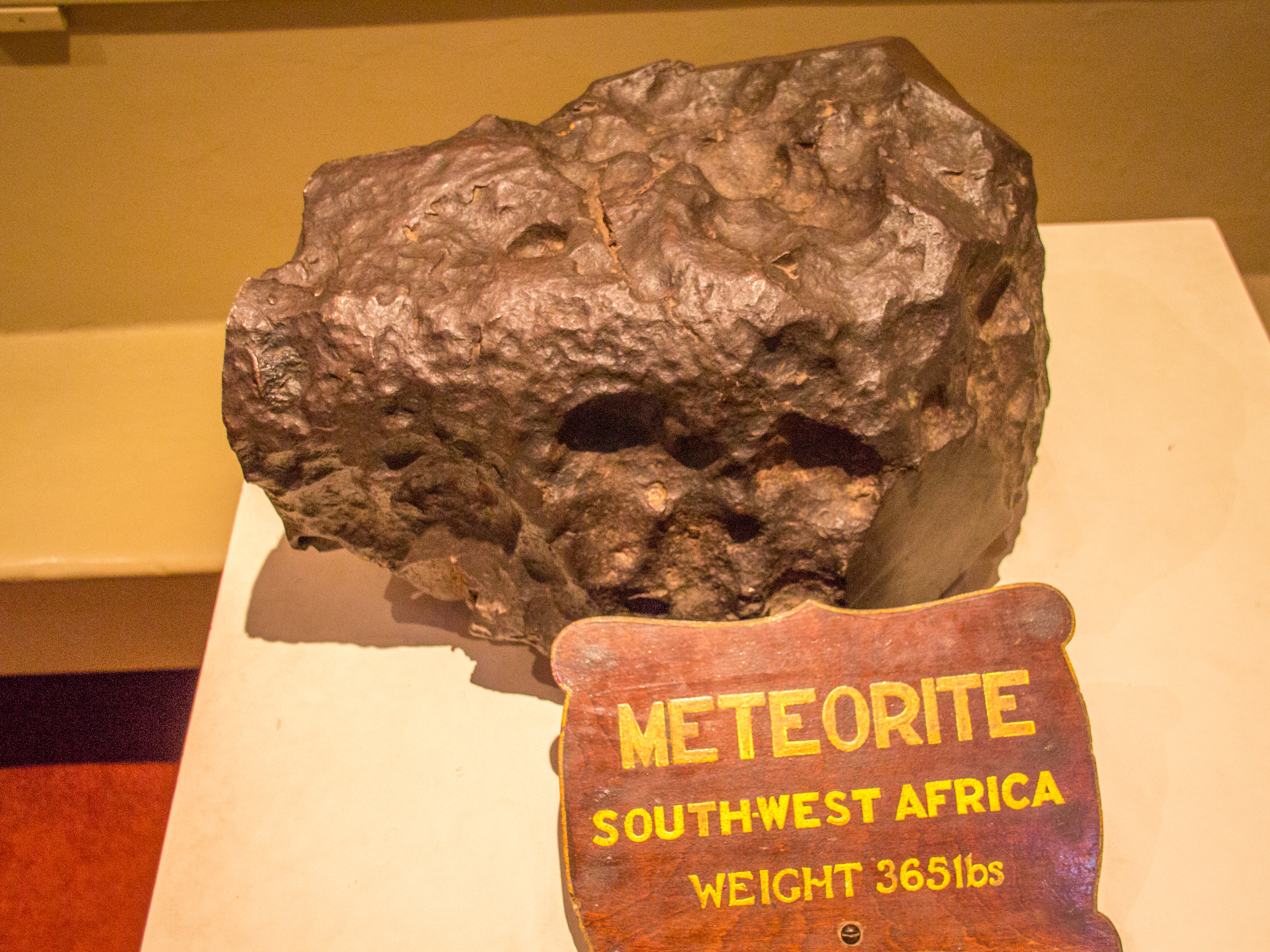
Fragment de météorite exposé à Tatton Park.

Afin de contrôler les actes de vandalisme, le gouvernement du Sud-Ouest africain déclare la météorite comme monument national le 15 mars 1955, avec la permission d'O. Scheel, propriétaire de la ferme à cette époque.
Un fragment de météorite, d'une masse de 365 livres (soit quelque 165 kg), issu des collections ethnographiques de Maurice Egerton (en) et répertorié comme provenant de la météorite d'Hoba, est exposé à Tatton Park (en), au Royaume-Uni. Une thèse présentée en 2017 conclut qu'en réalité ce morceau ne provient pas de la météorite d'Hoba, photographiée par Egerton, mais aurait été prélevé par lui en 1935 sur la météorite de Gibeon, découverte en 1908 par E. Zelle, toujours dans le Sud-Ouest africain.
En 1985, Rossing Uranium Ltd. donne au gouvernement de Namibie les moyens nécessaires à la protection de la météorite contre le vandalisme. En 1987, J. Engelbrecht, le propriétaire, fait don de la météorite et du site à la Namibie ; un centre touristique y est ouvert plus tard dans l'année.